# 18680 Вейразер
18680 Вейразер (18680 Weirather) — астероїд головного поясу, відкритий 31 березня 1998 року.
Тіссеранів параметр щодо Юпітера — 3,537.